# 緑園の天使

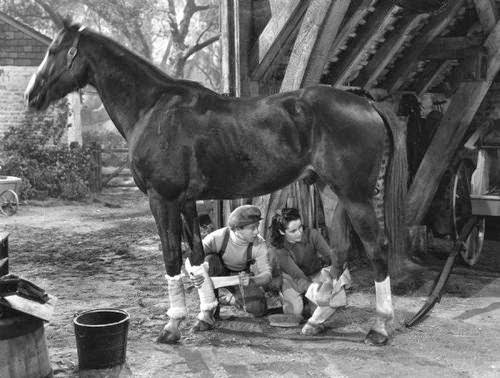
ミッキー・ルーニー(左)とエリザベス・テイラー

『緑園の天使』（りょくえんのてんし、原題: National Velvet）は、1944年に製作・公開されたアメリカ映画である。
イーニッド・バグノルドの小説の映画化であり、クラレンス・ブラウンが監督、ミッキー・ルーニーと撮影当時12歳のエリザベス・テイラーが共演した。
テクニカラー作品として撮影された。
1978年、『インターナショナル・ベルベット』（テータム・オニール主演）という続編が制作された。

## あらすじ
1920年、イギリスの田舎の肉屋ブラウンの娘・ヴェルヴェットは馬を飼うことを夢見ていた。
ある日、元騎手のマイという少年が彼女の家に来る。マイの父はブラウン夫人の遠泳のコーチをしていたが、マイはそのことを知らず、ブラウンの金を持ち逃げしようとたくらんでいた。
ある日、ヴェルヴェットはふとしたことで村一番の暴れ馬パイを手に入れ、マイが乗馬の手ほどきをすることになった。
そして、彼女はパイとともにグランド・ナショナルの障碍大レースに出場することにし、マイとともにリバプールへ行く。ところが、当初出場するはずだった騎手が二人を見下したため、ヴェルヴェット自身が男装して出馬することになった。そして、パイは一番乗りでゴールインしたものの、ヴェルヴェットが女であることが露見して失格となる。もてはやされたものの、彼女の夢はパイを一人前にすることであり、最終的には故郷へ戻り、マイも新たな旅立ちを迎えた。

## キャスト
| 役名                             | 俳優                     | 日本語吹替           | 日本語吹替                         | 日本語吹替    | 日本語吹替                                                                                        | 日本語吹替 |
| 役名                             | 俳優                     | NHK版                | 日本テレビ版                       | テレビ東京版  | PDDVD版                                                                                           | 機内上映版 |
| -------------------------------- | ------------------------ | -------------------- | ---------------------------------- | ------------- | ------------------------------------------------------------------------------------------------- | ---------- |
| ヴェルヴェット・ブラウン         | エリザベス・テイラー     | 藤田淑子             | 杉田かおる                         | 冨永みーな    | 坂本真綾                                                                                          | 小島幸子   |
| マイ・テイラー                   | ミッキー・ルーニー       | 矢野間啓治           |                                    | 野島昭生      | 林勇                                                                                              |            |
| ブラウン                         | ドナルド・クリスプ       | 嵯峨善兵             |                                    | 緒方敏也      | 園江治                                                                                            |            |
| ブラウン夫人                     | アン・リヴィア           | 中村紀子子           |                                    |               | 桂木黎奈                                                                                          |            |
| エドウィナ（ヴェルヴェットの姉） | アンジェラ・ランズベリー | 渡辺知子             |                                    |               | 恒松あゆみ                                                                                        |            |
| メルボリア                       | ファニタ・クイグリー     | 栗葉子               |                                    |               |                                                                                                   |            |
| ドナルド                         | ジャッキー・ジェンキンス | 貴家堂子             |                                    |               |                                                                                                   |            |
| その他                           | N/A                      |                      |                                    |               | 三ツ木勇気 門田幸子 星野充昭 瀬尾恵子 千々和竜策 石上裕一 最上嗣生 樋渡宏嗣 渡邉絵理 さわやまゆか | 山脇小径   |
|                                  |                          |                      |                                    |               |                                                                                                   |            |
| 演出                             | 演出                     |                      |                                    |               | 羽田野千賀子                                                                                      |            |
| 翻訳                             | 翻訳                     | 蕨南千世子           |                                    |               | 原仁美                                                                                            |            |
| 効果                             | 効果                     |                      |                                    |               | 恵比須弘和 赤澤勇二                                                                               |            |
| 調整                             | 調整                     |                      |                                    |               | 堀井義文                                                                                          |            |
| 制作                             | 制作                     | 千代田プロダクション |                                    |               | 株式会社マックスター                                                                              |            |
| 初回放送                         | 初回放送                 | 1969年7月5日         | 1976年5月12日 『水曜ロードショー』 | 1981年4月28日 |                                                                                                   |            |

## スタッフ
- 監督：クラレンス・ブラウン
- 製作：パンドロ・S・バーマン
- 脚本：セオドア・リーヴス、ヘレン・ドイッチュ
- 音楽：ハーバート・ストサート
- 撮影監督：レナード・スミス
- 編集：ロバート・カーン
- 美術：セドリック・ギボンズ、ユーリー・マックレアリー
- 装置：エドウィン・B・ウィリス
- 録音：ダグラス・シアラー
- 衣裳：アイリーン、ヴァレス

## アカデミー賞受賞・ノミネーション
- 受賞
  - 助演女優賞：アン・リヴィア
  - 編集賞：ロバート・カーン
- ノミネーション
  - 監督賞：クラレンス・ブラウン
  - 撮影賞（カラー）：レナード・スミス
  - 美術賞（カラー）：セドリック・ギボンズ、ユーリー・マックレアリー、エドウィン・B・ウィリス、ミルドレッド・グリフィス